# Fissidens gymnocarpus
Fissidens gymnocarpus är en bladmossart som beskrevs av Stone 1983. Fissidens gymnocarpus ingår i släktet fickmossor, och familjen Fissidentaceae. Inga underarter finns listade i Catalogue of Life.